# Zenopsis nebulosa
Espèce

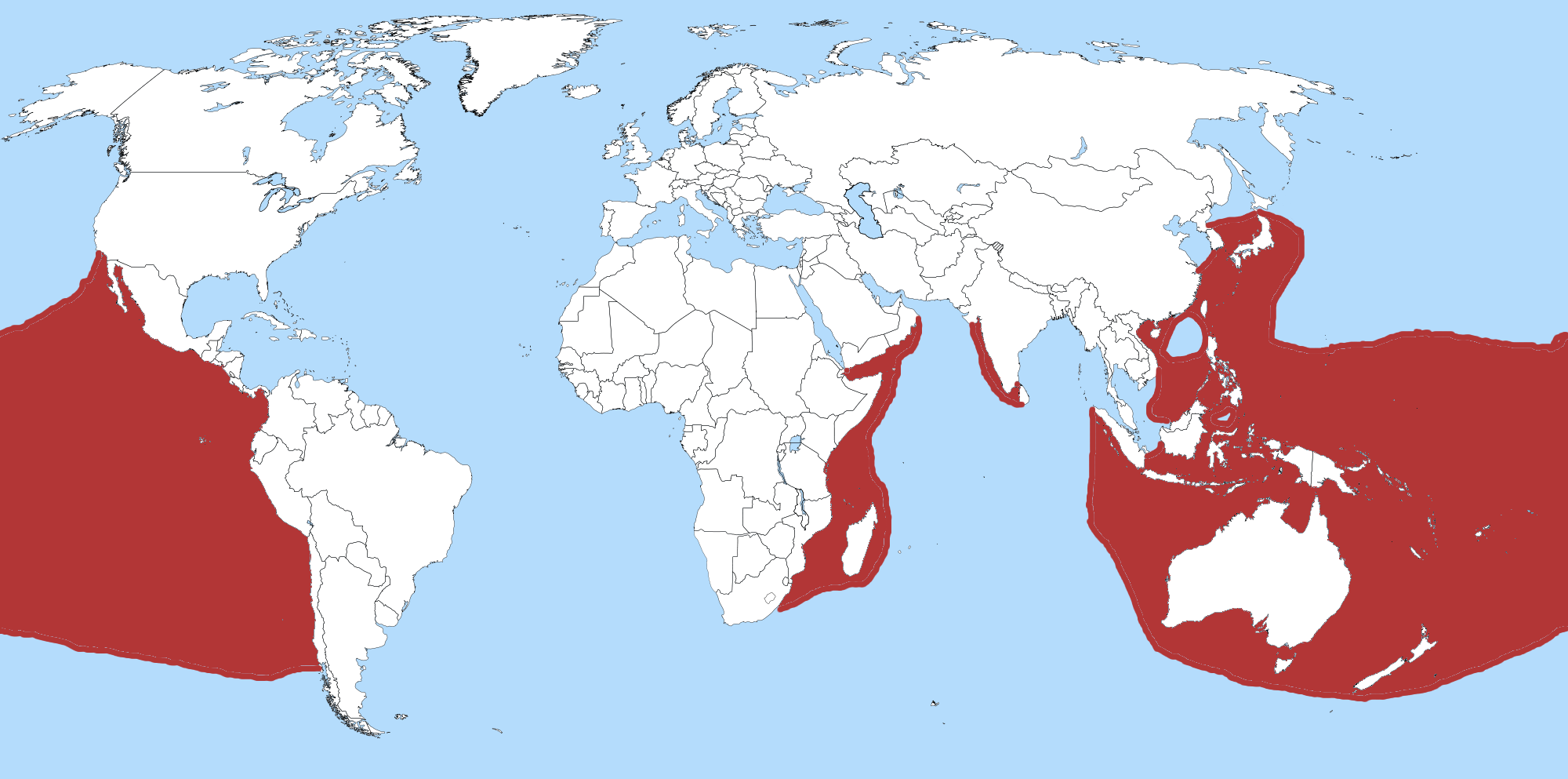
Répartition de Zenopsis nebulosa

Zenopsis nebulosa est une espèce de poissons de la famille des Zeidae. Elle est présente dans l'océan Pacifique sud et la côte est de l'Afrique.